# Condado de la Patilla
El Condado de Patilla es un título nobiliario español creado en 1853 por la reina Isabel II a favor de Pedro de Alcántara de Tordesillas y Villagómez. I conde de Patilla (natural de Palencia, que recibió el título de Isabel II en 1853 y fue diputado a Cortes por Valladolid en 1857, 1859, 1864 y 1865, presumiblemente por la Unión Liberal). Sus abuelos paterno y materno fueron respectivamente Diego de Tordesillas y Cepeda, mariscal de campo (nacido en Paredes de Nava, Palencia), y José O’Donnell, teniente general. Tiene su casa solariega en la localidad de Mojados (Valladolid).

## Condes de Patilla
|                        | Titular                                        | Periodo                |
| Creación por Isabel II | Creación por Isabel II                         | Creación por Isabel II |
| ---------------------- | ---------------------------------------------- | ---------------------- |
| I                      | Pedro de Alcántara de Tordesillas y Villagómez | 1853-1868              |
| II                     | Enrique de Tordesillas y O'Donnell             | 1868-1893              |
| III                    | Enrique de Tordesillas y Fernández-Casariego   | 1893-1952              |
| IV                     | Fermín de Tordesillas y Calbetón               | 1952-1997              |
| V                      | Sofía Emilia Pérez de Tordesillas              | 1997-actual titular    |

## Historia de los condes de la Patilla
- Pedro de Alcántara de Tordesillas y Villagómez, Riesco y Lorenzana (f. 2 de mayo de 1868), I conde de la Patilla.

Casó con Rafaela O'Donnell y Clavería (f. 14 de agosto de 1871), hija de José O'Donnell y Anethan (primo hermano de Leopoldo O'Donnell y Joris, I duque de Tetuán, grande de España, I conde de Lucena y I vizconde de Aliaga) y de su mujer Rafaela de Clavería y Caro, y nieta paterna de José O'Donnell y O'Donnell y de su mujer Marie Anne d'Anethan descendiente de Calvagh O'Donnell, jefe del clan irlandés de los O’Donnell of Tyrconnell, su familia tuvo que abandonar Irlanda tras la batalla del Boyne (1688). Le sucedió su hijo:
- Enrique de Tordesillas y O'Donnell (Madrid, 7 de septiembre de 1839-Benavente, 14 de junio de 1893), II conde de la Patilla.

Casó con Sofía Fernández-Casariego y Méndez-Piedra (4 de enero de 1844-?), hija de Fernando Fernández-Casariego y Rodríguez-Trelles, I marqués de Casariego y I vizconde de Tapia (19 de febrero de 1792-Madrid, 22 de marzo de 1874) y de su primera mujer Victoriana Méndez-Piedra (20 de julio de 1814-23 de enero de 1848). Sucedió su hijo:
- Enrique de Tordesillas y Fernández-Casariego (f. 1952), III conde de la Patilla.

Casó con María de los Dolores Calbetón y Undabeitia, hija de Fermín Calbetón y Blanchón, ministro de Fomento y de Hacienda con Alfonso XIII. Le sucedió su hijo:
- Fermín de Tordesillas y Calbetón, IV conde de la Patilla. Coronel ingeniero aeronáutico, jefe de la Maestranza Aérea de Albacete.

Le sucedió su sobrina materna, hija de su hermana María de los Dolores de Tordesillas y Calbetón y de su esposo Alfonso Pérez Sanjurjo:
- Sofía Emilia Pérez de Tordesillas, V condesa de la Patilla.

Casó con Juan Luis Montojo y Díaz de Tuesta (f. Santander, 5 de septiembre de 2017). Padres de cinco hijos: Alfonso Montojo Pérez, Eduardo Montojo Pérez, Juan Montojo Pérez, Enrique Montojo Pérez y Luis Montojo Pérez.